# Saint-Germain-du-Bois
Saint-Germain-du-Bois – miejscowość i gmina we Francji, w regionie Burgundia-Franche-Comté, w departamencie Saona i Loara.
Według danych na rok 1990 gminę zamieszkiwało 1856 osób, a gęstość zaludnienia wynosiła 61 osób/km² (wśród 2044 gmin Burgundii Saint-Germain-du-Bois plasuje się na 109. miejscu pod względem liczby ludności, natomiast pod względem powierzchni na miejscu 174.).